# Душан Ковачевић
Душан Ковачевић (Мрђеновац код Шапца, 12. јул 1948) српски је драмски писац, сценариста, филмски редитељ и академик.

## Биографија
Гимназију је завршио у Новом Саду 1968. године. Академију за позориште, филм, радио и телевизију студирао је у Београду, a дипломирао је на одсеку Драматургије 1973. године.
У ТВ Београду је радио као драматург до 1978. године. Од 1986. до 1988. радио је на Факултету драмских уметности у Београду у звању доцента. Од 1998. године је директор Звездара театра у Београду. Душан Ковачевић је члан Крунског савета Александра Карађорђевића. Изабран је за дописног члана САНУ октобра 2000. године, а за редовног члана САНУ је изабран на Изборној скупштини 5. новембра 2009. године. Постављен је 2005. године за амбасадора Србије и Црне Горе у Португалији.
Отац је музичарке Лене Ковачевић.
Са Вуком Бојовићем je у Бору отворио први зоолошки врт у источној Србији, четврти у Србији 23. новембра 2011. године.
Ковачевић је аутор великог броја драмских дела са комичним садржајима у којима је присутна и гротескност, односно присуство смешног и крајње озбиљног, лепог и ружног, стилизованог и неотесаног, традиционалног и скоројевићког. Таква слика друштвене стварности и текућег живота бива не само препознатљива него и потпунија и комплекснија.
Пошто је написао сценарио за филм Емира Кустурице, Подземље, преточио га је у прозу.
У његовим остварењима бришу се оштре жанровске разлике и долази до преплитања комедије карактера, комедије нарави, фарсе и драме у ужем смислу, уосталом као што је испреплетен сам живот.
Његове драме су превођене на енглески језик.
Отворио је 65. Београдски сајам књига 2022. године.

## Теме
У свим овим делима Душан Ковачевић даје све аспекте свакодневног живота, бојећи га с времена на време и алузијама на политику и све што је она носила са собом. Радња његових дела, ма о ком драмском делу да је реч, захвата обично више нивоа друштвеног живота, разна занимања и идеолошка опредељења у времену које нам је блиско и по садржајима врло препознатљиво.
Објавио је и књигу „Век, календар за године које су прошле“ (1998). Живи и ради као професионални писац у Београду.

## Награде и признања

### Одликовања
- Командир Ордена Карађорђеве звезде, доделио престолонаследник Александар Карађорђевић (2017)
- Сретењски орден првог степена, доделио председник Републике Србије Александар Вучић (2020)[4]

### Књижевне награде
- Стеријина награда за текст савремене комедије, за драму Маратонци трче последњи круг, 1974.
- Стеријина награда за текст савремене драме, за драму Балкански шпијун, 1984.
- Стеријина награда за текст савремене драме, за драму Свети Георгије убива аждаху, 1987.
- Статуета Јоаким Вујић, 1987.
- Стеријина награда за текст савремене комедије, за драму Клаустрофобична комедија, 1988.
- Стеријина награда за текст савремене драме, за драму Доктор Шустер, 2002.
- Награда „Радоје Домановић”, за укупан допринос српској књижевној сатири, 2007.
- Награда „Кочићева књига”, за драму Генерална проба самоубиства, 2009.
- Награда „Зоран Радмиловић” Фондације „Зоран Радмиловић”, за животно дело, Зајечар, 2012.[5]
- Награда „Златни ћуран”, за изузетан допринос домаћој комедији, 2011.
- Награда „Кочићева књига”, за драму Рођендан господина Нушића, 2014.
- Награда „Златни крст кнеза Лазара”, 2015.[6]
- Награда „Борисав Станковић”, 2017.

### Друге награде
- Награда „Стефан Првовенчани”, 2014.
- Награда „Александар Лифка”, 2022.[7]
- По њему је назван трг у Сокобањи.[8]
- „Дрво живота” фестивала Кустендорф, 2023.[9]
- Повеља за животно дело Удружења књижевника Србије, 2023.[10]

## Дела
- Маратонци трче почасни круг (1972)
- Радован III (1973)
- Свемирски змај (1973)
- Шта је то у људском бићу што га води према пићу (1976)[11]
- Пролеће у јануару (1977)
- Луминација на селу (1978)
- Ко то тамо пева (1980)
- Сабирни центар (1982)
- Балкански шпијун (1983)
- Свети Георгије убива аждаху (1984)
- Клаустрофобична комедија (1987)
- Професионалац (1990)
- Урнебесна трагедија (1991)
- Лари Томпсон, трагедија једне младости (1996)
- Контејнер са пет звездица (1999)
- Доктор Шустер (2000)
- Двадесет српских подела (2008)
- Генерална проба самоубиства (2010)
- Живот у тесним ципелама (2011)
- Реинкарнација (2011)
- Кумови (2013)
- Рођендан господина Нушића (2014)
- Хипноза једне љубави (2016)
- Ја то тамо певам (2020)[12]
- Удовица живог човека (2024)[13]

| Година     | Назив                                |
| ---------- | ------------------------------------ |
| 1975.      | Повратак лопова (ТВ)                 |
| 1975.      | Двособна кафана (ТВ)                 |
| 1976.      | Звездана прашина (ТВ)                |
| 1977.      | Бештије                              |
| 1978—1979. | Чардак и на небу и на земљи (серија) |
| 1980.      | Ко то тамо пева                      |
| 1980.      | Посебан третман                      |
| 1982.      | Маратонци трче почасни круг          |
| 1983.      | Писмо - Глава                        |
| 1984.      | Балкански шпијун                     |
| 1989.      | Свети Георгије убија аждају (ТВ)     |
| 1989.      | Сабирни центар                       |
| 1990.      | Професионалац (ТВ)                   |
| 1990.      | Клаустрофобична комедија (ТВ)        |
| 1994.      | Други живот господина Креинса        |
| 1995.      | Урнебесна трагедија                  |
| 1995.      | Подземље                             |
| 1996.      | Била једном једна земља (серија)     |
| 2003.      | Професионалац                        |
| 2009.      | Свети Георгије убива аждаху          |
| 2021.      | Није лоше бити човек                 |
| 2023.      | Хероји Халијарда                     |

## Филмографија
| 1984. | Балкански шпијун     |
| 2003. | Професионалац        |
| 2021. | Није лоше бити човек |